# Froland
Froland es un municipio de la provincia de Agder, Noruega. Su centro administrativo es la localidad de Blakstad, que, junto con Osedalen, forma los principales núcleos de población del municipio.

## Información general
El municipio de Froland se estableció cuando fue separado del municipio de Øyestad en 1850. El nuevo municipio tenía una población inicial de 1.976 habitantes. El 1 de enero de 1967, el municipio vecino de Mykland (población: 604) se fusionó con el municipio de Froland. El municipio recién ampliado tenía una población de 3372. El 1 de enero de 1968, el área de Flateland así como la del municipio vecino de  Åmli (población: 6) se transfirieron a Froland.
El 1 de enero de 1970, las dos áreas deshabitadas de Neset y Råbudal fueron separados de Froland y transferidas al municipio vecino de Birkenes. Posteriormente, el 1 de enero de 1979, el área deshabitada de Landheia fue trasladada de Froland a Birkenes. El 1 de enero de 1991, el área de Dalen en Birkenes (población: 60) fue trasladada a Froland.

### Nombre
El municipio (originalmente una parroquia) es el nombre de la antigua granja Froland (nórdico antiguo: Fróðaland), ya que la primera iglesia fue construida allí. El primer elemento es el caso genitivo del nombre masculino Fróði o Frode y el último elemento es land , el cual significa "tierra" o "granja". Por lo tanto, una traducción en español aceptable es "Tierra de Frode".

### Escudo de armas
El escudo de armas data de tiempos modernos. Se les concedió el 17 de enero de 1986. El blasón muestra una ardilla en un fondo verde como un símbolo de los bosques y la fauna del municipio.

## Historia
La planta de producción de hierro, Frolands verk, fue fundada en 1763 y continuó en producción a través de 1867. Después de ese año, la instalación se convirtió en un aserradero. Hoy en día el edificio principal que data de 1791 es un edificio histórico protegido, y las antiguas caballerizas se utilizan como centro cultural.

## Geografía
El municipio colinda al norte con el municipio de Åml, al este con Tvedestrand, en la ciudad suroccidental de Arendal, Grimstad y Birkenes, al oeste con Evje og Hornnes y Bygland.
Hay muchos lagos en Froland, tales como el Homstølvatnet, Nelaug, Nystøl Fjord, y Uldalsåna.

## Transportes
La línea de ferrocarril de Arendal (Arendalsbanen), va desde Nelaug a Arendal, con conexiones con Froland y Arendal para el sistema ferroviario nacional de Noruega. La Estación de Froland se encuentra en el pueblo del mismo nombre. Hay también una estación en el pueblo Boylestad.

## Residentes notables
- Niels Henrik Abel, matemático conocido del siglo XIX, murió aquí en abril de 1829 y está enterrado en el cementerio de Froland.